# Кіпешино
Кіпе́шино (рос. Кипешино) — село у складі Троїцького району Алтайського краю, Росія. Входить до складу Кіпешинської сільської ради.

## Населення
Населення — 124 особи (2010; 152 у 2002).
Національний склад (станом на 2002 рік):
- росіяни — 98 %

## Особистості
В селі народився Павлов Юрій Павлович (1935—2019) — український скульптор.